# Zbór Kościoła Ewangelicznych Chrześcijan w Nowym Tomyślu
Zbór Kościoła Ewangelicznych Chrześcijan w Nowym Tomyślu – ewangeliczna wspólnota chrześcijańska mająca siedzibę w Nowym Tomyślu przy ulicy Wypoczynkowej 20.

## Charakterystyka
Zbór w Nowym Tomyślu jest częścią Kościoła Ewangelicznych Chrześcijan, należącego do rodziny wolnych kościołów protestanckich.

## Historia
Początki zboru w Nowym Tomyślu związane są działalnością Andrzeja Borówki, seniora, który po II wojnie światowej jako repatriant przyjechał z rodziną do Polski i osiedlił się we wsi Sękowo, koło Nowego Tomyśla. W 1948 założył on zbór Kościoła Ewangelicznych Chrześcijan i jako pastor zboru rozpoczął pracę misyjną na terenie kilku województw. W latach 1948–1992 nabożeństwa odbywały się na terenie gospodarstwa rodziny Borówków. Od 1993 miejscem nabożeństw jest nowo wybudowany budynek kościelny w Nowym Tomyślu, przy ul. Wypoczynkowej 20.

## Działalność
Nabożeństwa odbywają się w każdą niedzielę o godzinie 10.00. Charakteryzują się one prostą formą i składają się z kazań opartych na Biblii oraz wspólnego śpiewu i modlitwy. W czasie niedzielnych nabożeństw odbywają się zajęcia Szkoły Niedzielnej dla dzieci. W piątki o godzinie 18.00 odbywają się spotkania młodzieżowe, a w soboty o godzinie 18.00 – spotkania klubu dla osób uczących się języka angielskiego. Oprócz nabożeństw w kaplicy, Zbór prowadzi również spotkania grup domowych (Nowy Tomyśl – we wtorki o godzinie 18.00, Zbąszyń – w środy o godzinie 18.00).
Pastorem zboru jest Adam Werner. Działalnością Wspólnoty kieruje Rada Zboru (w której skład wchodzi m.in. pastor). Najwyższym organami zboru jest Ogólne Zebranie Członków. Dokonuje ono między innymi wyboru pastora oraz członków Rady Zboru.